# Glasgow Smile
Als Glasgow Smile (engl. „Glasgow-Lächeln“), auch bekannt als Chelsea Grin oder Chelsea Smile (Chelsea-Grinsen bzw. -Lächeln), wird im kriminellen Milieu ein beidseitiger Schnitt mit einem Messer von den Mundwinkeln bis hin zu den Ohren bezeichnet. Warum diese Verstümmelung den Namen der schottischen Stadt Glasgow trägt, ist unklar. Diese Art der rituellen Verstümmelung wird gelegentlich von rivalisierenden Banden, z. B. von Drogendealern, als Bestrafungs- oder Einschüchterungsmethode praktiziert. Falls das Opfer die Misshandlungen überlebt, bleibt eine Narbe zurück, die an eine Verlängerung eines lächelnden Mundes erinnert.

## Bekannte Vorfälle

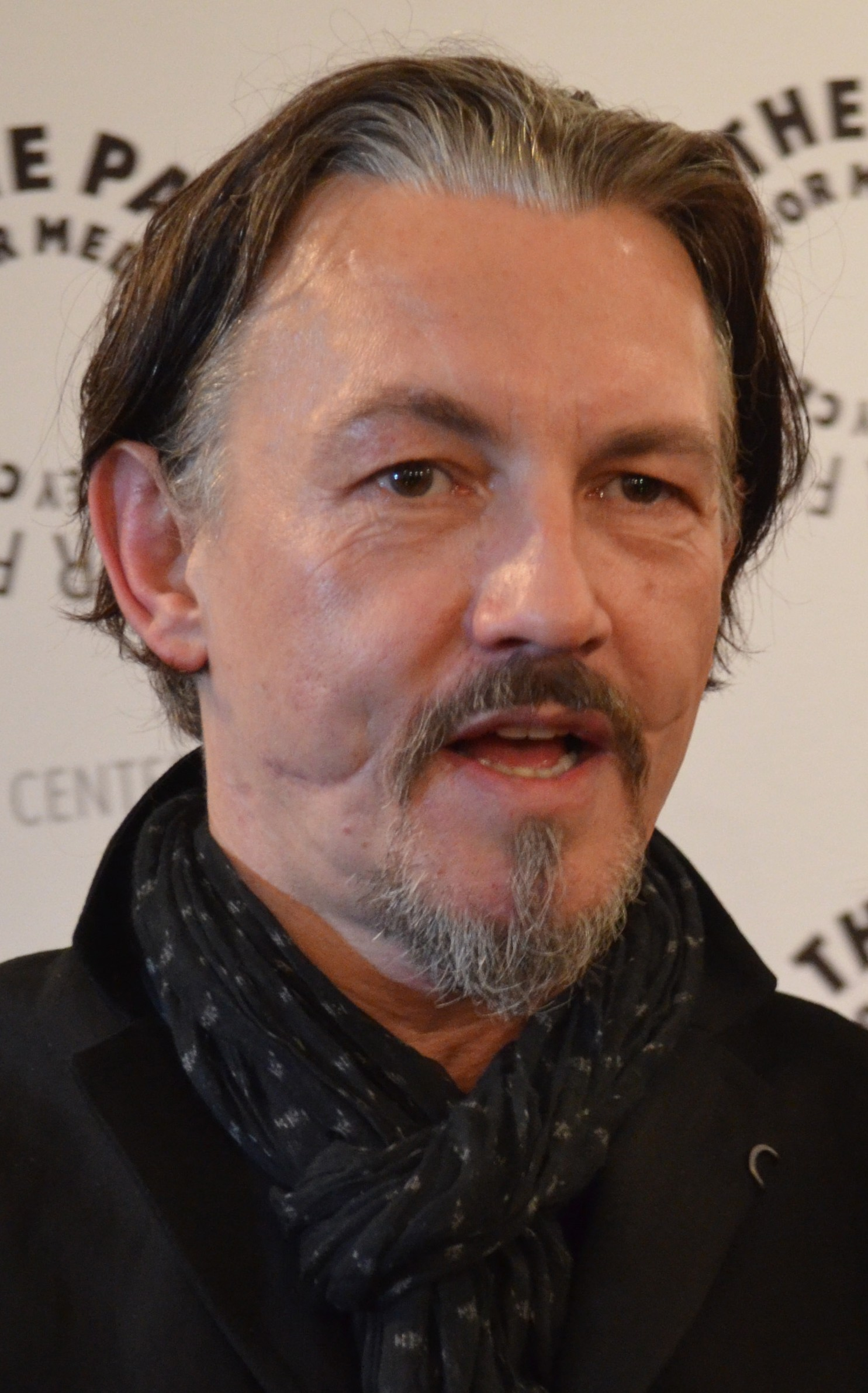
Tommy Flanagan

- Der in den 1920er und 1930er Jahren in New York aktive Serienmörder Albert Fish schnitt einem seiner Opfer, dem vier Jahre alten Billy Gaffney, neben mehreren weiteren Verstümmelungen ein Glasgow Smile.
- Dem britischen Politiker William Joyce wurde bei einem Treffen der Konservativen Partei im Jahr 1924 die rechte Wange mit einer Rasierklinge zerschnitten, was eine Narbe vom Ohrläppchen bis zum Mundwinkel hinterließ, was allerdings nicht zwingend als Glasgow Smile gelten muss.
- Elizabeth Short wurden 1947 von einem Unbekannten die Mundwinkel in Form eines Glasgow Smile bis zu den Wangenknochen aufgeschlitzt.
- Dem Schauspieler Tommy Flanagan wurden bei einem Raubüberfall in seiner Jugend Wunden an den Wangen zugefügt, die an ein Glasgow Smile erinnern.